# 阪奈三碓交差点
座標: 北緯34度41分5.8秒 東経135度44分26.5秒 / 北緯34.684944度 東経135.740694度

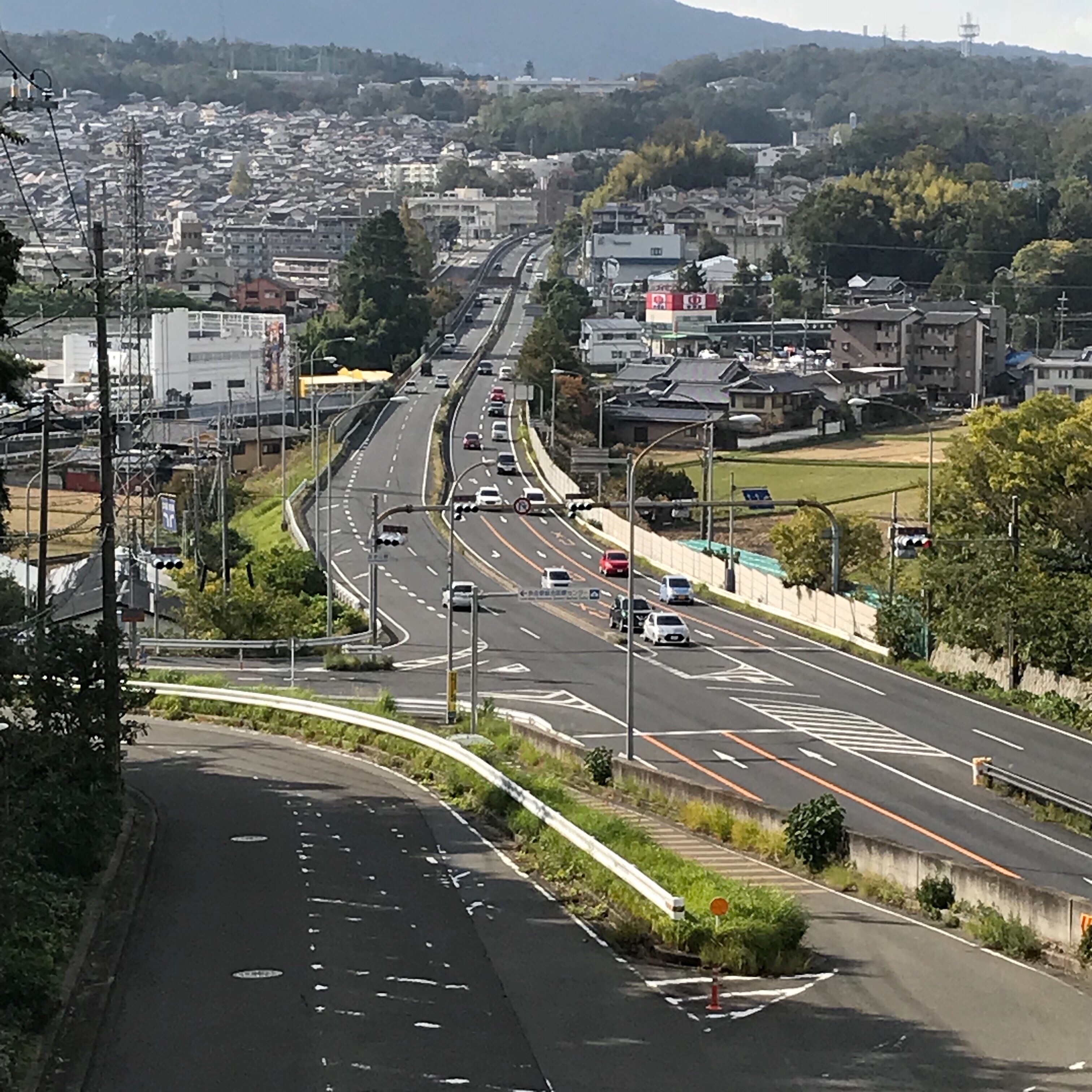
阪奈三碓交差点

阪奈三碓交差点（はんなみつがらすこうさてん）は、奈良県奈良市の阪奈道路上の交差点。
阪奈道路では、大阪府・奈良県境以東は主要な道路とはインターチェンジによって立体交差しているが、当交差点は西側に富雄川、東側に赤膚丘陵が迫っており、掘割上に道路が通るという地形上の制約が存在するため、信号制御による平面交差となっている。
阪奈道路無料化後の1983年（昭和58年）3月24日に開業した。

## 接続する道路
- 奈良県道1号奈良生駒線（阪奈道路）
- 奈良県道7号枚方大和郡山線

## 周辺情報
- 近鉄奈良線 富雄駅
- 四天王寺大和別院
- 霊山寺

## 隣
富雄IC - 阪奈三碓交差点 - 学園前IC